# Бошотень
Бошотень, Бошотені (рум. Boșoteni) — село у повіті Бакеу в Румунії. Входить до складу комуни Берешть-Тазлеу.
Село розташоване на відстані 234 км на північ від Бухареста, 19 км на захід від Бакеу, 99 км на південний захід від Ясс, 125 км на північний схід від Брашова.

## Населення
За даними перепису населення 2002 року у селі проживали 480 осіб, усі — румуни. Усі жителі села рідною мовою назвали румунську.